# Andreas Lindberg
Andreas Lindberg (Stoccolma, 14 dicembre 1980) è un ex calciatore svedese, di ruolo portiere.

## Carriera

### Club
Lindberg cominciò la carriera con la maglia dello Skellefteå AIK, per poi passare al Norrköping. Giocò per quattro stagioni in questa squadra, tutte passate nella Superettan, per poi essere ingaggiato dal GIF Sundsvall. In questo club, esordì nella Allsvenskan in data 4 maggio 2008, nel pareggio a reti inviolate contro il Djurgården.
Nel 2009 passò ai norvegesi del Ranheim, militanti nella Fair Play ligaen e con cui si aggiudicò la promozione nel campionato 2009. Nei successivi due anni, difese i pali della porta della squadra nell'Adeccoligaen. Il 29 marzo 2012 fu ufficializzato il suo ritorno al Norrköping, con il ruolo di terzo portiere e con un contratto valido fino al 1º agosto successivo.
Il 5 gennaio 2015 tornò ufficialmente al Ranheim.